# 第26回全日本女子サッカー選手権大会
第26回全日本女子サッカー選手権大会（だい26かいぜんにほんじょしさっかーせんしゅけんたいかい）は、2004年（平成16年）12月4日から2005年（平成17年）1月1日にかけて行われた全日本女子サッカー選手権大会。日本女子サッカーリーグ（L・リーグ）参加チーム1チーム増により24チームが参加した。
アテネオリンピックにおける「なでしこジャパン（日本女子代表）」の活躍などにより女子サッカーへの関心が高まったこの年から、決勝戦が男子サッカーの天皇杯全日本サッカー選手権大会と同じ元日に国立霞ヶ丘競技場陸上競技場で開催となり、実施時期が1ヶ月繰り上がった。
さらに大会終了後には、なでしこスーパーカップが翌2005年からL・リーグ開幕前に実施されることが決まり、優勝チームにその出場権が与えられることとなった。
試合の展開は、2部制が採用された「2004 L・リーグ」1部の上位4チームが準決勝に進出。大雪のなかで行われたこれらの試合ではTASAKIペルーレFC（←田崎ペルーレFC）と伊賀フットボールクラブくノ一が敗退し、さいたまレイナスFCが初めての、日テレ・ベレーザが3大会連続の決勝進出。リーグでの初優勝を果たして二冠を狙うレイナスと二大会続けて準優勝のベレーザの対決は早い時点で試合が動き、ベレーザが4大会ぶりの優勝を決定。
引き続き行われた天皇杯ではベレーザと同じクラブの東京ヴェルディ1969が優勝し、「兄妹チームアベック優勝」となった。

## 成績
- 優勝：日テレ・ベレーザ
- 準優勝：さいたまレイナスFC
- 第3位：TASAKIペルーレFC、伊賀フットボールクラブくノ一

## 出場チーム

### 日本女子サッカーリーグ
（2004 L・リーグ成績順）

L・リーグ1部
- さいたまレイナスFC
- 日テレ・ベレーザ
- TASAKIペルーレFC（←田崎ペルーレFC）
- 伊賀フットボールクラブくノ一
- YKK AP東北女子サッカー部フラッパーズ（←YKK東北女子サッカー部フラッパーズ）
- 宝塚バニーズレディースサッカークラブ
- スペランツァF.C.高槻
- 大原学園JaSRA女子サッカークラブ

L・リーグ2部
- 岡山湯郷Belle
- アルビレックス新潟レディース
- ASエルフェン狭山FC
- ルネサンス熊本フットボールクラブ
- ジェフユナイテッド市原レディース
- 清水第八スポーツクラブ

### 北海道地域
- 北海道文教大学明清学園高等学校女子サッカー部

### 東北地域
- 常盤木学園高等学校

### 関東地域
- 神奈川大学女子サッカー部
- 東京女子体育大学女子サッカー部

### 北信越地域
- 富山レディース

### 東海地域
- 名古屋FCレディース

### 関西地域
- INACレオネッサ

### 中国地域
- 広島フジタレディースサッカークラブ

### 四国地域
- ブッチギリ

### 九州地域
- 鳳凰高等学校女子サッカー部

## 開催方式

### 試合規定
- 試合時間
  - 1、2回戦:80分（40分ハーフ）
  - 準々決勝以降:90分（45分ハーフ）
- 規定時間内に決しない場合は20分（10分ハーフ）の延長戦（Vゴール方式）→決しない場合はPK戦
- 登録選手:ベンチ入り16名（交代出場3名まで）
- 入場料 
  - 1、2回戦:無料
  - 準々決勝、準決勝、決勝:有料

### 試合会場
1回戦・2回戦
- 美作ラグビー・サッカー場
- 上野運動公園競技場
- 加古川運動公園陸上競技場
- ツインフィールド

準々決勝
- さいたま市駒場スタジアム
- ひたちなか市総合運動公園陸上競技場

準決勝
- 国立西が丘サッカー場

決勝
- 国立霞ヶ丘競技場陸上競技場

## 結果

### 1回戦
| 2004年12月4日 11:00 |

| 富山レディース | 1 - 5 | 北海道文教大学明清学園高等学校 女子サッカー部 |
|                |       |                                               |

| 美作ラグビー・サッカー場 |

| 2004年12月4日 13:00 |

| 東京女子体育大学女子サッカー部 | 1 - 3 | 岡山湯郷Belle |
|                                |       |               |

| 美作ラグビー・サッカー場 |

| 2004年12月4日 11:00 |

| ブッチギリ | 0 - 1 | ルネサンス熊本フットボールクラブ |
|            |       |                                  |

| 上野運動公園競技場 |

| 2004年12月4日 13:00 |

| 鳳凰高等学校女子サッカー部 | 3 - 0 | ジェフユナイテッド市原レディース |
|                            |       |                                  |

| 上野運動公園競技場 |

| 2004年12月4日 11:00 |

| 名古屋FCレディース | 4 - 6 | 清水第八スポーツクラブ |
|                    |       |                        |

| 加古川運動公園陸上競技場 |

| 2004年12月4日 13:00 |

| 神奈川大学女子サッカー部 | 6 - 1 | ASエルフェン狭山FC |
|                          |       |                    |

| 加古川運動公園陸上競技場 |

| 2004年12月4日 11:00 |

| 広島フジタレディースサッカークラブ | 0 - 9 | アルビレックス新潟レディース |
|                                    |       |                              |

| 水戸ツインフィールド |

| 2004年12月4日 13:00 |

| 常盤木学園高等学校 | 2 - 3 | INACレオネッサ |
|                    |       |                |

| 水戸ツインフィールド |

### 2回戦
| 2004年12月5日 11:00 |

| さいたまレイナスFC | 6 - 0 | 北海道文教大学明清学園高等学校 女子サッカー部 |
|                    |       |                                               |

| 美作ラグビー・サッカー場 |

| 2004年12月5日 13:00 |

| 岡山湯郷Belle | 3 - 1 | 大原学園JaSRA女子サッカークラブ |
|               |       |                                 |

| 美作ラグビー・サッカー場 |

| 2004年12月5日 11:00 |

| YKK AP東北女子サッカー部 フラッパーズ | 5 - 0 | ルネサンス熊本フットボールクラブ |
|                                       |       |                                  |

| 上野運動公園競技場 |

| 2004年12月5日 13:00 |

| 鳳凰高等学校女子サッカー部 | 0 - 5 | 伊賀フットボールクラブくノ一 |
|                            |       |                              |

| 上野運動公園競技場 |

| 2004年12月5日 11:00 |

| TASAKIペルーレFC | 13 - 0 | 清水第八スポーツクラブ |
|                  |        |                        |

| 加古川運動公園陸上競技場 |

| 2004年12月5日 13:00 |

| 神奈川大学女子サッカー部 | 0 - 1 | 宝塚バニーズレディース サッカークラブ |
|                          |       |                                       |

| 加古川運動公園陸上競技場 |

| 2004年12月5日 11:00 |

| スペランツァF.C.高槻 | 1 - 2 | アルビレックス新潟レディース |
|                      |       |                              |

| 水戸ツインフィールド |

| 2004年12月5日 13:00 |

| INACレオネッサ | 1 - 3 | 日テレ・ベレーザ |
|                |       |                  |

| 水戸ツインフィールド |

### 準々決勝
| 2004年12月12日 11:00 |

| さいたまレイナスFC | 6 - 1 | 岡山湯郷Belle |
|                    |       |               |

| さいたま市駒場スタジアム |

| 2004年12月12日 13:30 |

| YKK AP東北女子サッカー部 フラッパーズ | 0 - 0 (延長) | 伊賀フットボールクラブくノ一 |
|                                       |              |                              |
|                                       | PK戦         |                              |
|                                       | 3 - 4        |                              |

| さいたま市駒場スタジアム |

| 2004年12月12日 11:00 |

| TASAKIペルーレFC | 5 - 0 | 宝塚バニーズレディース サッカークラブ |
|                  |       |                                       |

| ひたちなか市総合運動公園陸上競技場 |

| 2004年12月12日 13:30 |

| アルビレックス新潟レディース | 0 - 5 | 日テレ・ベレーザ |
|                              |       |                  |

| ひたちなか市総合運動公園陸上競技場 |

### 準決勝
| 2004年12月29日 11:00 |

| さいたまレイナスFC | 1 - 1 (延長) | 伊賀フットボールクラブくノ一 |
|                    |              |                              |
|                    | PK戦         |                              |
|                    | 4 - 3        |                              |

| 国立西が丘サッカー場 |

| 2004年12月29日 13:30 |

| TASAKIペルーレFC | 1 - 3 | 日テレ・ベレーザ |
|                  |       |                  |

| 国立西が丘サッカー場 |

### 決勝
| 2005年1月1日 10:00 |

| 日テレ・ベレーザ                   | 3 - 1 | さいたまレイナスFC |
| 荒川恵理子 2分 · 大野忍 16分, 23分 | [ 1 ] | 木原梢 51分        |

| 国立霞ヶ丘陸上競技場 観客数: 14,499人 |

※天皇杯決勝に東京ヴェルディ1969が進出のため、全日本女子のホーム側とアウェー側を入れ替え